# ヤマト楽器店
ヤマト楽器店（やまとがっきてん）は、かつて愛知県豊橋市にあった会社及び楽器店。三代にわたる同族経営で大正14年（1925年）に創業し（法人としての設立は1950年）実に83年続いた東三河を代表する楽器店の老舗であった。

## 会社概要
- 1925年7月創業。主にレコード、CD、DVD、楽器、楽譜等の取扱販売、音楽教室が事業の中心であった。最盛期には豊橋市広小路通りに2店舗、豊橋駅ビル「カルミア」の開業時に出店し、弥生町にピアノを主体とした鍵盤専門の店舗、田原市、蒲郡市に各1店舗を有していた。また、学販営業や音楽教室も力を入れ豊橋を中心に東三河の学校にリコーダー、ピアニカ、吹奏楽部等の楽器の納入実績があり、同地域に40会場もの音楽教室を展開し約2000名余の生徒を有していた。
- 2005年12月に楽器販売事業と音楽教室事業をオリエント楽器（豊川市）に譲渡し、同部門から撤退。音楽ソフト販売に特化。
- 2000年頃からCDの制作及び流通を手がけインディーズレーベル「ヤマトレコーズ」を立ち上げ地元の音楽アーティストのCDを全国流通させていた。

## 突然の廃業
2008年1月27日をもって営業を終了した。負債総額は4億円。売上は2001年9月期に18億6千万円であったが、2007年9月期には約6億円に減少していた。精文館ビル店には「ヤマト楽器店は1月27日をもって営業を終了しました。長い間ありがとうございました」という掲示がされた。今後のテナントは「何らかの形で3月中にはリニューアルオープンする予定」と報道された。
また、札木町にあった本社所在地も現在更地となった。
尚、CD制作事業である「ヤマト・レコード」は従業員の1人が買い上げる形で事業継続し、事業所名は「グリーンウッド・レコーズ」となった。主なアーティストは志多ら、デイヴ平尾、マモルマヌー、鈴木直己、喜多見ちよ、金井寿美子などである。
後に豊橋駅前の「精文館ビル店」には「いまじん」が入りCD、DVD、ゲームソフトの取扱をしていたが2年程で「精文館書店」の新刊売場と「ツタヤ」のCD、DVD売場になっている。田原郵便局前の「田原プラザ店」の跡には別のCD、DVD、楽譜を取り扱う店舗が「ミュージック・プラザ・タハラ」という店舗名で旧ヤマト楽器店の経営陣が関与し血縁者が経営していたが約5年程で閉店した。